# ДОТы у залива Паго
Японские ДОТы в заливе Паго — два ДОТа, оборонительные укрепления линии береговой обороны времён Войны на Тихом океане, расположенные на берегу залива Паго в центральной части восточного побережья Гуама. Построены из армированного сталью бетона, смешанного с коралловым камнем. Эти два сооружения были созданы Императорской армией Японии во время оккупации острова между 1941 и 1944 годами. Отлично сохранились, так как ни один из них не принимал существенного участия в боевых действиях во время освобождения Гуама в 1944 году (основные бои проходили на западной, центральной и северной частях острова). В 1991 году они были внесены в Национальный реестр исторических мест США как ДОТ Паго I и ДОТ Паго II.

## ДОТ Паго I
Первый ДОТ расположен примерно в 120 метрах (390 футов) к северу от устья реки Паго и примерно на 1 метр (3,3 фута) выше средней линии прилива. Его размер составляет примерно 4,0 на 2,7 метра (13,1 фута × 8,9 фута). Орудийный порт расположен в южной стене с видом на залив Паго, а в западной стене есть окно с видом на реку. Главный вход находится с северной стороны и обеспечивает доступ к единственному внутреннему помещению. Толщина крыши составляет около 0,35 метра (1,1 фута), с выступом на южной стороне. На момент внесения в Национальный реестр в 1991 году он был частично засыпан песком.

## ДОТ Паго II
Второй ДОТ расположен примерно в 550 метрах (1800 футов) к западу от мыса Паго на южной стороне залива, а также примерно в 1 метре от линии прилива вглубь суши. Имеет шестиугольную форму с открытым входом с западной стороны и портами для орудий, обращенными на север и северо-запад. Северная стена имеет толщину около 1 метра (3,3 фута), отчасти из-за добавления валунов снаружи. В одной части северо-западной стены есть отпечатки стволов деревьев, что позволяет предположить, что деревья использовались, как материал для строительства, или что брёвна были включены в конструкцию. Крыша толщиной 0,75 метра (2,5 фута) с двумя вентиляционными отверстиями. Пол состоит из коралловых и известняковых пород.